# いわき蟹洗温泉
いわき蟹洗温泉（いわきかにあらいおんせん）は、福島県いわき市四倉町にある温泉。

## 泉質
- 弱アルカリ性単純冷鉱泉
  - 泉温　17.7℃

## 温泉地
太平洋沿いに、日帰り入浴施設と宿泊施設を兼ねた「太平洋健康センターいわき蟹洗温泉」が1軒存在する。
蟹の足に擬えて、全10種の風呂を備えている。全客室や温泉から海を眺望できる。

## 歴史
もともと「蟹洗」と呼ばれ、枝振りの良い松の木が点在し、平坦な磯で戯れる蟹が、押寄せる大波によってきれいに洗い流されるという風流な絶景地であった。地名の由来は、大正の初め頃まで、近くの鉱山から採れる鉄を洗ったことから「金洗」と呼ばれ、いつの間にかこの場所にふさわしい「蟹洗」に変わったと言われている。
- 1996年（平成8年）- ボーリングを実施。開湯とともに、開業。
- 2011年（平成23年）- 東日本大震災の津波により、施設が倒壊。また、放射線被害の風評もあり、休業を余儀なくされる。
- 2013年（平成25年）- 営業再開。

## アクセス
JR常磐線四ツ倉駅から車で5分。
常磐自動車道いわき四倉ICから車で10分。